# Virginia Patty
Virginia Patty Torres (La Paz, Bolivia; 16 de septiembre de 1954) es una abogada, catedrática y política boliviana. Fue la Ministra de Educación de Bolivia desde el 18 de noviembre de 2019 hasta el 28 de enero de 2020, durante el gobierno de la presidenta Jeanine Áñez Chávez.

## Biografía
Virginia Patty nació en la ciudad de La Paz el 16 de septiembre de 1954. En 1992, ingresó a estudiar en la Facultad de Derecho de la Universidad Mayor se San Andrés (UMSA) titulándose como abogada de profesión el año 1999.
Continuó con sus estudios de posgrado, realizando un diplomado en Metodologiá de la Ivestigación y un Doctorado internacional en Ciencias y Humanidades en la Universidad Nacional Siglo XX, así como también diplomados en Derecho Administrativo y Derecho Procesal en la Universidad Privada del Valle (UNIVALLE) y una maestría en Desarrollo Humano en la UMSA y otra maestría en Derecho Constiticional y Gestión Pública en la Escuela Militar de Ingeniería (EMI).

### Ministra de Educación (2019-2020)
El 18 de noviembre de 2019, la Presidenta de Bolivia Jeanine Áñez Chávez posesionó a Virginia Patty como la nueva ministra de educación, en reemplazo de Roberto Iván Aguilar Gómez.